# Gennaro Villelli
Gennaro Villelli (Catanzaro, 12 gennaio 1895 – Messina, 31 gennaio 1958) è stato un politico e giornalista italiano.

## Biografia
Messinese, lasciò la scuola per arruolarsi volontario nella prima guerra mondiale. Fu uno dei fondatori nel 1920 dei Fasci di combattimento in Sicilia, fondando quello di Messina. Nel congresso nazionale del dicembre 1921 del PNF, fu eletto nella Direzione nazionale. Dalla marcia su Roma fino al 1923 fu coordinatore regionale del movimento fascista, prima della fusione con il partito nazionalista, quando il suo posto fu preso da Alfredo Cucco. Giornalista, fondò il quotidiano Il Popolo di Sicilia, che fu il primo giornale fascista dell'isola. Esponente dell'ala intransigente del fascismo siciliano, a metà degli anni '20 le sue posizioni divennero minoritarie, anche perché venne politicamente emarginato da Michele Crisafulli Mondìo. Fu Console della M.V.S.N. e capitano di complemento durante la seconda guerra mondiale. La sorella è la madre di Domenico Fisichella.

### Attività parlamentare
Nel dopoguerra aderì subito al MSI. Nel 1953 fu eletto deputato alla Camera nel Movimento Sociale Italiano nel collegio Sicilia orientale. Morì pochi mesi prima della conclusione della legislatura e al suo posto subentrò Antonino La Russa.